# قسطنطين فرانسوا فولني

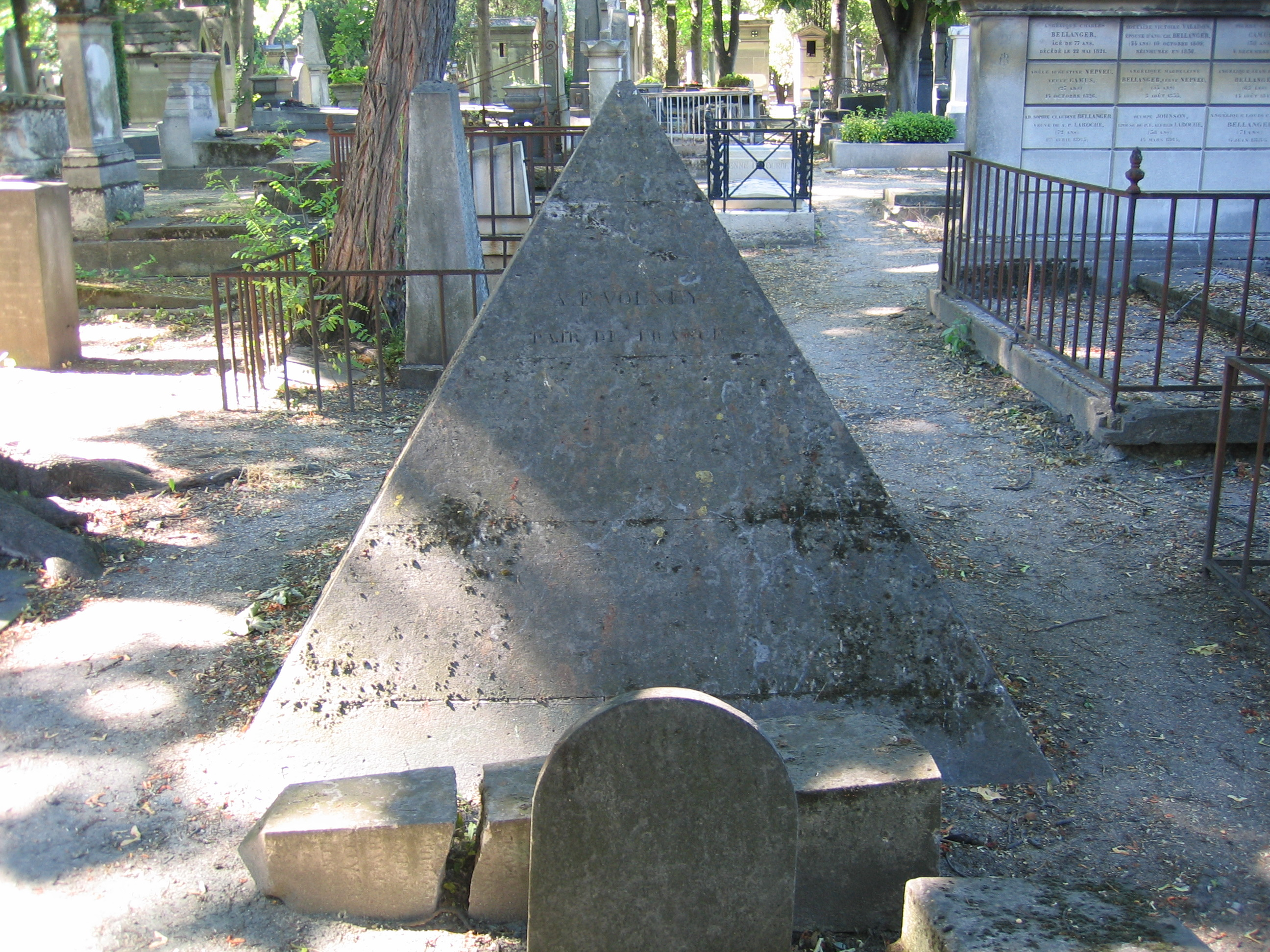
ضريح ڤولني، مقبرة بير لاشيز (قسم 41)، باريز.

قسطنطين فرانسوا ڤولني (بالفرنسية: Constantin-François Chassebœuf)‏ (1170 - 1235 ه‍ـ / 1757 - 1820 م) هو فيلسوف، مؤرخ، رحالة، مستشرق وسياسي فرنسي. يشتهر باسم ڤولني، وهو دمج بين كلمتي فولتير وفيرني.
زار المشرق وكتب عن رحلاته. جاءت كتابته عن مصر مليئة بالنقد لأحوال الشعب والبلاد.

## آثاره
له الكثير من التصانيف بالفرنسية، وقد نقل من كتاباه إلى العربية كتابين وهما:
- فولني، قسطنطين فرنسوا - «سوريا ولبنان في القرن الثامن عشر». ترجمة حبيب السيوفي (صيدا 1949 م).
- س. ف. فولني - «ثلاثة أعوام في مصر وبر الشام». ترجمة إدوار البستاني وزارة التربية الوطنية والفنون (بيروت 1949 م).

## وصلات خارجية
- قسطنطين فرانسوا فولني على موقع الموسوعة البريطانية (الإنجليزية)

- فولني يصف حلب عام 1783..عندما كانت أجمل مدن الإمبراطورية العثمانية - صحيفة تشرين
- الرحالة الفرنسي فولنيْ - موقع بيروت